# Amie Bensouda
Amie Bensouda (Amie Ndoungou Drammeh Bensouda, geb. 9. Juli 1957 in Basse) ist eine gambische Juristin und Politikerin.

## Familie
Amie Bensouda, geborene Drammeh, ist die Tochter von Alagie Seihou Drammeh, dessen Vater aus Sabegi stammte und sich später in Bakau niederließ. Ihre Mutter Aji Mariama Jammeh stammte aus Bakindick. Ihr Bruder Habib Drammeh ist ebenfalls Politiker.
Sie ist mit Ahmed Bensouda verheiratet, der bis zum Putsch durch Yahya Jammeh 1994 als Ministerialrat, zuletzt im Finanzministerium, arbeitete. Sie hat mit ihm mehrere Kinder. Ihr dritter Sohn Talib Ahmed Bensouda (geb. 1986) ist Politiker und wurde 2018 zum Oberbürgermeister der Gemeinde Kanifing gewählt. Ihr Sohn (Abdul) Aziz Bensouda arbeitet ebenfalls als Anwalt. Der Politiker Habib Drammeh ist ihr Bruder.

## Karriere
Sie erwarb einen Bachelor of Laws an der University of Nigeria und studierte anschließend an der Nigeria Law School und der Kenya School of Law.
1981 erhielt sie ihre Zulassung als Anwältin in Gambia und Nigeria und arbeitete im Staatsdienst. Von 1990 bis 1995 war sie als erste Frau Solicitor General und im Juli und August 1994 nach dem Putsch von Yahya Jammeh kurzzeitig Attorney General und Justizministerin.
Zur Zeit des Putsches durch Yahya Jammeh 1994 hielt sie sich im Ausland auf. Sie leitete de facto rund zwei Wochen das Justizministerium, ehe Fafa Edrissa M’Bai zum Minister ernannt wurde. Im April 2021 gab sie vor der Truth, Reconciliation and Reparations Commission zur Aufarbeitung der Regierungszeit Jammehs zu, dass sie kurz nach dem Putsch an der Ausarbeitung von Dekreten beteiligt gewesen sei, die Teile der gambischen Verfassung aufhoben, die Nationalversammlung auflösten und den Putsch auf eine legale Grundlage stellten. Dabei habe sie auch kritische Einwände bezüglich Verhaftungen ohne Rechtsgrundlage eingebracht. Bensouda widersprach dem Vorwurf, dass durch die Dekrete Menschen- und Bürgerrechte eingeschränkt worden seien.
1995 gründete sie ein eigenes Anwaltsbüro. Sie spezialisierte sich auf Menschenrechte und verteidigte unter anderem Isatou Touray. Außerdem waren oder sind für ihre Kanzlei der spätere Innenminister Mai Fatty sowie Haddy Dandeh Jabbie und Anna Njie tätig.
Von 2005 bis 2012 leitete sie das Institute for Human Rights and Development in Africa. Ihr folgte dort Janet Sallah-Njie im Amt.
Sie war außerdem zwei Wahlperioden lang Präsidentin der Rechtsanwaltskammer Gambia Bar Association und ist seit 2006 Trägerin des Order of the Republic of The Gambia in der Stufe Member.
Ab Juli 2017 bis 2019 war sie Hauptanwältin der Janneh Commission, eines von der Regierung Barrow eingesetzten Untersuchungsausschusses zur Ermittlung der finanziellen Aktivitäten des langjährigen Präsidenten Yahya Jammeh. Im Juli 2018 warf Mamadi Kurang, Sekretär des Ausschusses, Bensouda Fehlverhalten bei ihren Tätigkeiten vor. Da die Vorwürfe laut Justizminister Abubacarr Tambadou unbegründet gewesen seien, wurde er in der Folge entlassen. Zudem wurden Vorwürfe laut, dass sie selbst bei der Veruntreuung von Geldern mitgewirkt habe und eine Profiteurin von Jammehs Regierung gewesen sei.